# Chrysler PT Cruiser
De Chrysler PT Cruiser was een automodel van Chrysler in retrostijl. Het model werd in 2000 geïntroduceerd. De PT Cruiser werd ontwikkeld voor Plymouth om de Prowler op te volgen. Toen het merk Plymouth werd stopgezet, werd het model als Chrysler op de markt gebracht. Hij was beschikbaar in de uitvoeringen Classic, Touring, Limited en GT Turbo. "PT" stond voor personal transport.
In 2005 onderging de PT Cruiser een kleine facelift. Zo werd de kenmerkende onder de bumper doorlopende grille vervangen door een grille tot aan de bumper. De vorm van de koplampen werd gewijzigd, de rechthoekige mistlichten werden rond en het achterlichtblok werd aangepast.
De PT Cruiser werd gebouwd in Mexico en in 2001 ook een aantal maanden in Oostenrijk. Van 2004 tot 2007 werd hij ook als cabriolet gemaakt. Er werden zo'n 1,35 miljoen exemplaren gemaakt, waarvan zo'n 76.000 cabriolets.

## Motoren
- 2,0 L 4-in-lijn benzine (2000–2005)
- 2,2 L 4-in-lijn CRD CDI diesel (2002–2010)
- 1,6 L 4-in-lijn benzine (2003–2008)
- 2,4 L 4-in-lijn turbo benzine (2004–2008)
- 2,4 L 4-in-lijn benzine (2005–2010)

Huidige modellen:
Pacifica ·
Voyager / Town & Country
Recente modellen:
200 ·
300 ·
300M ·
Aspen ·
Cirrus ·
Concorde ·
Crossfire ·
Daytona ·
Dynasty ·
Imperial ·
Intrepid ·
LeBaron ·
LHS ·
Neon ·
New Yorker ·
Pacifica ·
Prowler ·
PT Cruiser ·
Saratoga ·
Sebring ·
Stratus ·
TC by Maserati ·
Vision
Historische modellen na de Tweede Wereldoorlog:
180 ·
300 ·
Avenger ·
Conquest ·
Cordoba ·
Fifth Avenue ·
Horizon ·
Laser ·
Newport ·
Royal ·
Sigma ·
Sunbeam ·
Turbine Car ·
Valiant ·
Windsor
Historische modellen voor de Tweede Wereldoorlog:
70 ·
72 ·
77 ·
Airflow ·
Airstream ·
Four ·
Six